# 両忘
「両忘」（りょうぼう）は、コブクロの33枚目のシングル。2021年7月7日にワーナーミュージック・ジャパンから発売。表題曲は、各音楽配信サイトでは6月23日より配信開始。

## 解説
前作「灯ル祈リ」から9か月ぶりのシングル。カップリングにはコブクロの楽曲を小渕自らギター多重録音したツマビクウタゴエver.の2曲を収録。
本作のプロモーションの時期は、メディアへの露出が減少しており、この楽曲がテレビ番組で披露されたことは2024年現在一度も無い。

## 収録曲
作詞・作曲：小渕健太郎　編曲：コブクロ
1. 両忘
2. STAY（ツマビクウタゴエver.）
3. YOU（ツマビクウタゴエver.）
4. 両忘  (Instrumental)

## 収録アルバム
- Star Made(#1)
- ツマビクウタゴエ2(#2)